# David Meekers
David Meekers (Wellen, 1966) is een Belgisch ondernemer en voetbalbestuurder van voetbalclub STVV.

## Biografie
Meekers was jarenlang aan de slag als zaakvoerder bij een accountantsbureau, toen hij in november 2017 werd voorgedragen als gedelegeerd bestuurder bij voetbalclub Sint-Truidense VV. Hij werd aangesteld door Yusuke Muranaka, die samen met Digital Media Mart net de club had overgenomen van Roland Duchâtelet. In januari 2018 besloot Muranaka om terug op de achtergrond te treden, waarna Meekers officieel voorzitter werd van STVV.